# La Herradura
La Herradura es una localidad y pedanía española perteneciente al municipio de Almuñécar, en la provincia de Granada, comunidad autónoma de Andalucía. Está situada en el extremo occidental de la comarca de la Costa Granadina. A cuatro kilómetros del límite con la provincia de Málaga, cerca de esta localidad se encuentran los núcleos de Almuñécar capital, El Cerval y Maro.

## Toponimia
El primer topónimo conocido del pueblo era Sat o Xat, como alquería durante el período musulmán, y que derivaría en Jate. Su significado es «orilla» o «ribera», y guarda relación con los nombres de las cercanas Jete o Játar. En 1526 queda reflejado en varios documentos —uno conservado en el Archivo de Simancas y otro en los propios "Títulos de la alquería de Jate y la Erradura"— la desaparición de dicha población al ser trasladados los últimos setenta habitantes moriscos al norte de África. Desde entonces se emplea el actual nombre, de origen castellano, y que hace referencia a la forma en herradura de su bahía. El único gentilicio que se emplea es el de herradureño/a.
| Sat > Xat > Jate > La Erradura > La Herradura |

## Historia
La Herradura ha tenido pobladores desde la época prehistórica. En el siglo XIX, en el Pago de la Mezquita, se hallaron varias tumbas con restos de armas de bronce y en 1950, en El Sapo, otro hallazgo de similares características, pero mejor documentado, fue datado hacia el siglo XV a. C.
Existen vestigios de asentamientos romanos en la zona conocida como La Argentina y en el barranco de Las Tejas, encontrados durante la construcción de la antigua carretera de Málaga a Almería. También en el curso alto del río Jate quedan los restos de una ermita o mausoleo rural fechada en el siglo VI de nuestra era, de origen bizantino.
De la etapa islámica sí se dispone de más datos y se conoce la existencia de una alquería llamada Sat o Xat. Se sabe de la llegada de Abderramán I a La Herradura en el año 755 procedente de Damasco, previo a la fundación del Califato de Córdoba. De este periodo se conocen numerosos detalles como que fue escenario de una batalla en la revuelta de los muladíes del siglo IX. También que de sus tierras se exportaban pasas, consideradas las mejores del mundo islámico en la época. Durante el periodo del Reino nazarí de Granada se construyó la torre vigía de la punta de la Mona, restaurada en el siglo XVIII y actualmente convertida en faro.

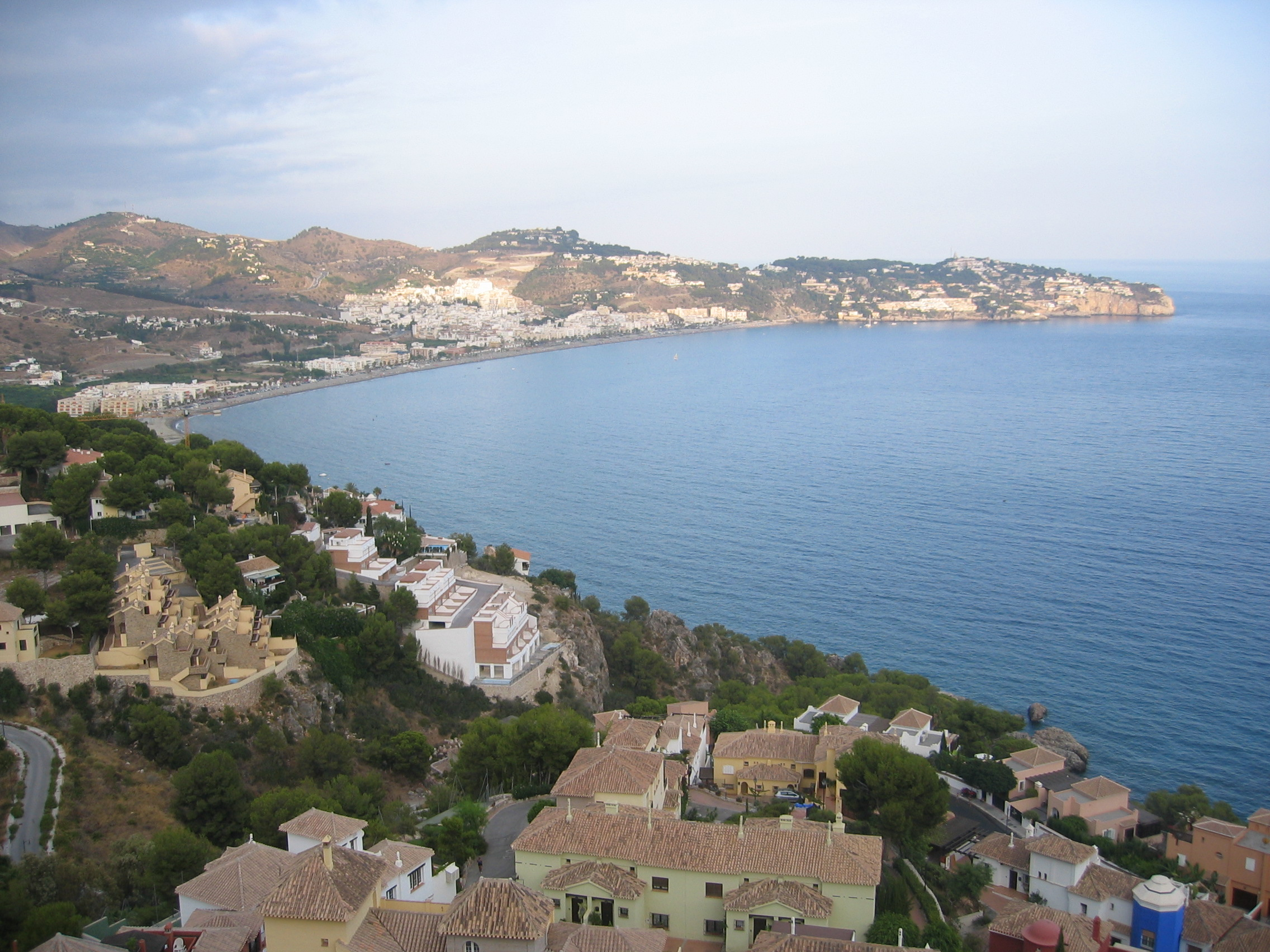
La bahía de La Herradura desde la urbanización de los Cármenes del Mar.

Tras la Reconquista, a partir de 1526 la alquería quedó totalmente despoblada. El 19 de octubre de 1562 se produjo frente a La Herradura un trágico hundimiento de veinticinco buques de guerra españoles de los veintiocho con los que contaba Juan de Mendoza. Se estima que murieron entre tres mil y cinco mil hombres, convirtiéndose en una de las catástrofes más grandes de la historia naval española. Todo se debió a un golpe de mar y a que el viento roló cuando la flota se había refugiado a barlovento en Los Berengueles, al cambiar a poniente los galeones chocaron contra las escarpadas rocas de la punta de la Mona propiciando el desastre que en 1615 el propio Miguel de Cervantes referiría en su Don Quijote de la Mancha, lo que da a entender el alcance que tal catástrofe tuvo en la España de la época:

[...] que fue hija de Don Alonso de Marañón, caballero del Hábito de Santiago que se ahogó en La Herradura [...]
Don Quijote de La Mancha, capítulo 31 de la 2ªparte

En 1765, ya en su ubicación actual, se construyeron los Reales Cuarteles para infantería y caballería o Barraca cuartel de La Herradura, conocida como Casa Fuerte y que fue destruida en 2006. Hasta entonces toda esta zona costera estaba prácticamente deshabitada por el peligro que suponían las incursiones de los corsarios berberiscos, poblándose sólo los márgenes interiores del río Jate por diversos caseríos. Con posterioridad, en 1771, se completó el sistema defensivo de la bahía, al construirse una batería conocida popularmente como El Castillo.

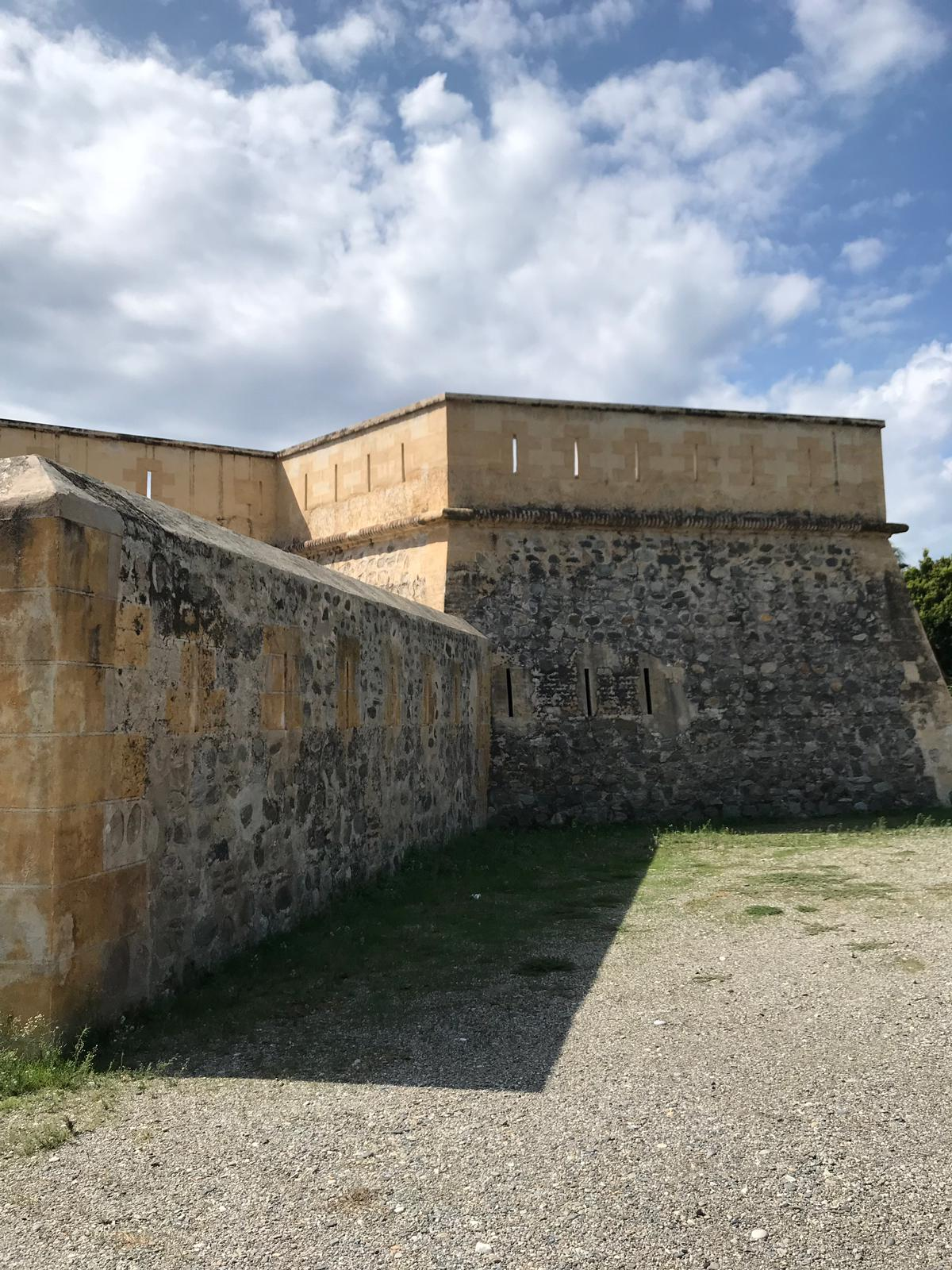
El castillo de La Herradura.

No será hasta después de la Guerra de la Independencia cuando la zona comience a recibir nuevos pobladores bajo la protección de la Casa Fuerte. En torno a los años treinta del siglo XIX arribaron a la playa de La Herradura varias familias de pescadores italianos, al igual que ocurriera en la isla de Tabarca en Alicante, y en otras zonas del Mediterráneo español. Una de ellas procedía del pueblo de Noli, a sesenta y cinco kilómetros de Génova, y se apellidaban Garzolini Narri, posteriormente castellanizado como Garciolo. El más conocido de sus descendientes será el héroe de la batalla de Cavite en Filipinas, Jaime Garciolo Santos, que nació en La Herradura en 1877.
Ya en el siglo XX el fenómeno del turismo cambió para siempre la localidad y la dotó de su actual fisonomía. Durante las tres últimas décadas existe un movimiento segregacionista que desea la separación del municipio de Almuñécar, pero hasta el momento no se ha logrado el objetivo.

## Geografía
La Herradura está situada a orillas del Mediterráneo, en la bahía del mismo nombre. La población, ubicada en el cauce medio de la rambla de su mismo nombre, es escarpada y discurre por la margen izquierda del arenal. Dentro de la localidad se incluyen las urbanizaciones de Cantarriján, los Cármenes del Mar, Cerro Gordo, Los Corrales, la cuesta del Marchante, El Enclave, la Marina del Este, Mezquita, El Nogal, Las Palomas, Peña Parda, Punta de la Mona, San Antonio, San Nicolás y Las Terrazas.

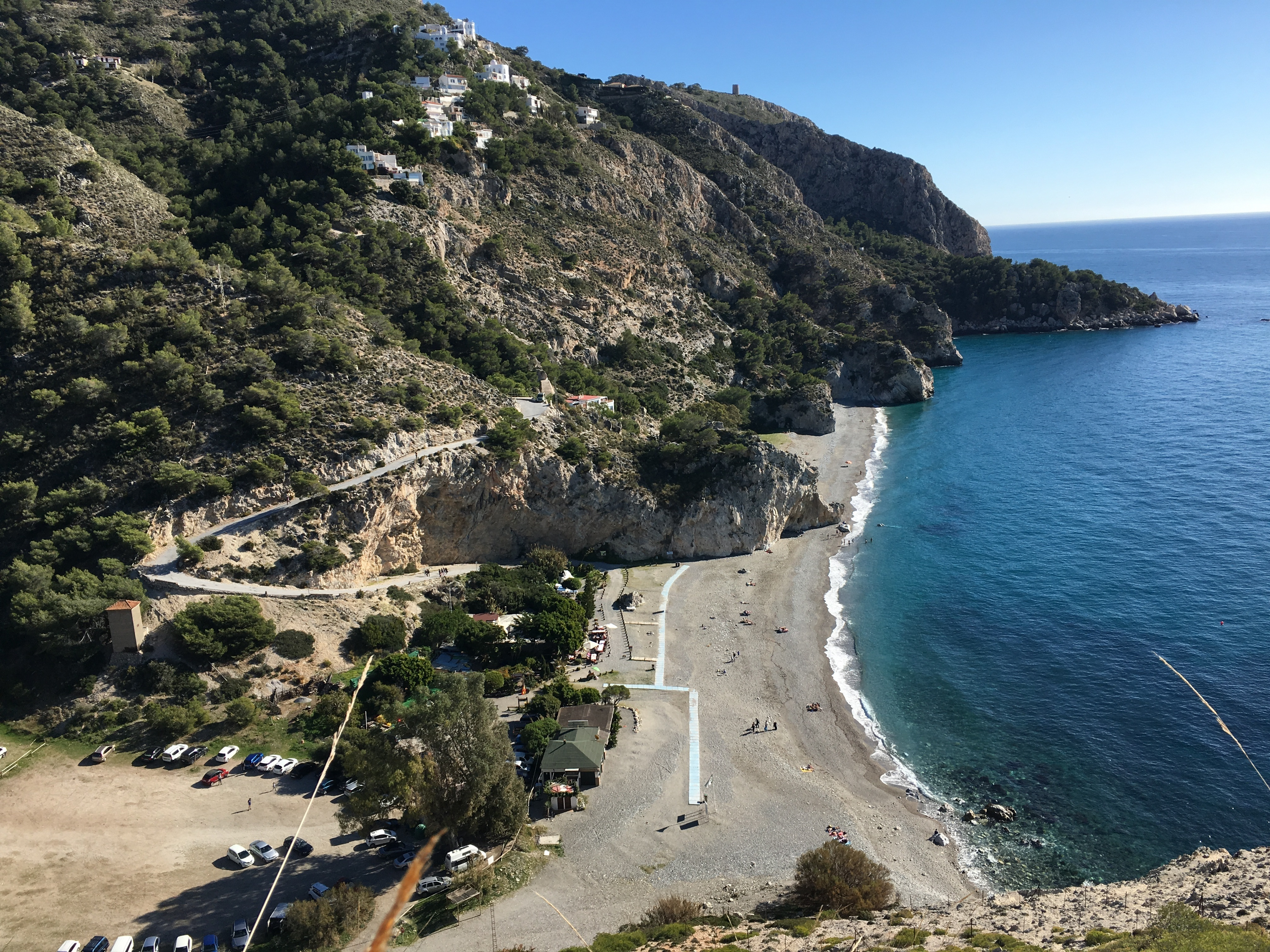
Vista de la playa de Cantarriján, al oeste de La Herradura, en el límite con la provincia de Málaga.

Es la última zona urbana costera de la provincia de Granada hacia el poniente y limita con la pedanía de Maro, en Nerja. Cerca está la Sierra de la Almijara. La Herradura es una de las pocas zonas de la costa granadina que mantiene una pequeña superficie de vegetación y fauna virgen, comprendida entre el Cerro Gordo y Maro, y que fue declarada Paraje Natural en los 80 por el gobierno autonómico, tanto la superficie como el fondo marino, el cual conserva corales y especies en peligro de extinción. Son conocidos los centros de buceo de La Herradura, unos de los más prestigiosos del sur peninsular.
Al este se encuentran la punta de la Mona o de la Concepción, con el puerto deportivo de la Marina del Este, la playa de Los Berengueles y la playa naturista de El Muerto, lindando con el barranco de Cotobro. En el centro del pueblo, la playa de La Herradura. Al oeste están el Cerro Gordo y la playa de Cantarriján, donde se puede practicar nudismo, lindando con la provincia de Málaga.

## Demografía
Según el Instituto Nacional de Estadística de España, en el año 2022 La Herradura contaba con 4436 habitantes censados, lo que representa el 16,58% de la población total del municipio.

### Evolución de la población
| Gráfica de evolución demográfica de La Herradura entre 2012 y 2022 |
|                                                                    |
| Datos según el nomenclátor publicado por el INE.                   |

## Comunicaciones

### Carreteras
Las principales vías de comunicación que transcurren por esta localidad son:
| Identificador | Denominación               | Itinerario            |
| ------------- | -------------------------- | --------------------- |
| A-7           | Autovía del Mediterráneo   | Algeciras - Barcelona |
| N-340         | Carretera del Mediterráneo | Cádiz - Barcelona     |

Algunas distancias entre La Herradura y otras ciudades:
| Ciudades  | Distancia (km) |
| --------- | -------------- |
| Almuñécar | 5              |
| Motril    | 28             |
| Granada   | 82             |

## Servicios

### Sanidad
La Herradura pertenece a la zona básica de salud de Almuñécar, en el distrito sanitario de Granada Sur. El pueblo cuenta con un consultorio médico situado en la calle Gonzalo Barbero, n°18, que fue inaugurado en 2014.

### Educación
Los centros educativos que hay en la pedanía son:
| Denominación genérica                    | Nombre del centro      | Naturaleza | Dirección                   |
| ---------------------------------------- | ---------------------- | ---------- | --------------------------- |
| Colegio de educación infantil y primaria | CEIP Las Gaviotas      | Público    | C/ Las Palomas, s/n         |
| Escuela infantil                         | EI La Herradura        | Público    | Pas. de Andrés Segovia, 10  |
| Instituto de educación secundaria        | IES Villanueva del Mar | Público    | Pas. de Andrés Segovia, s/n |

## Cultura

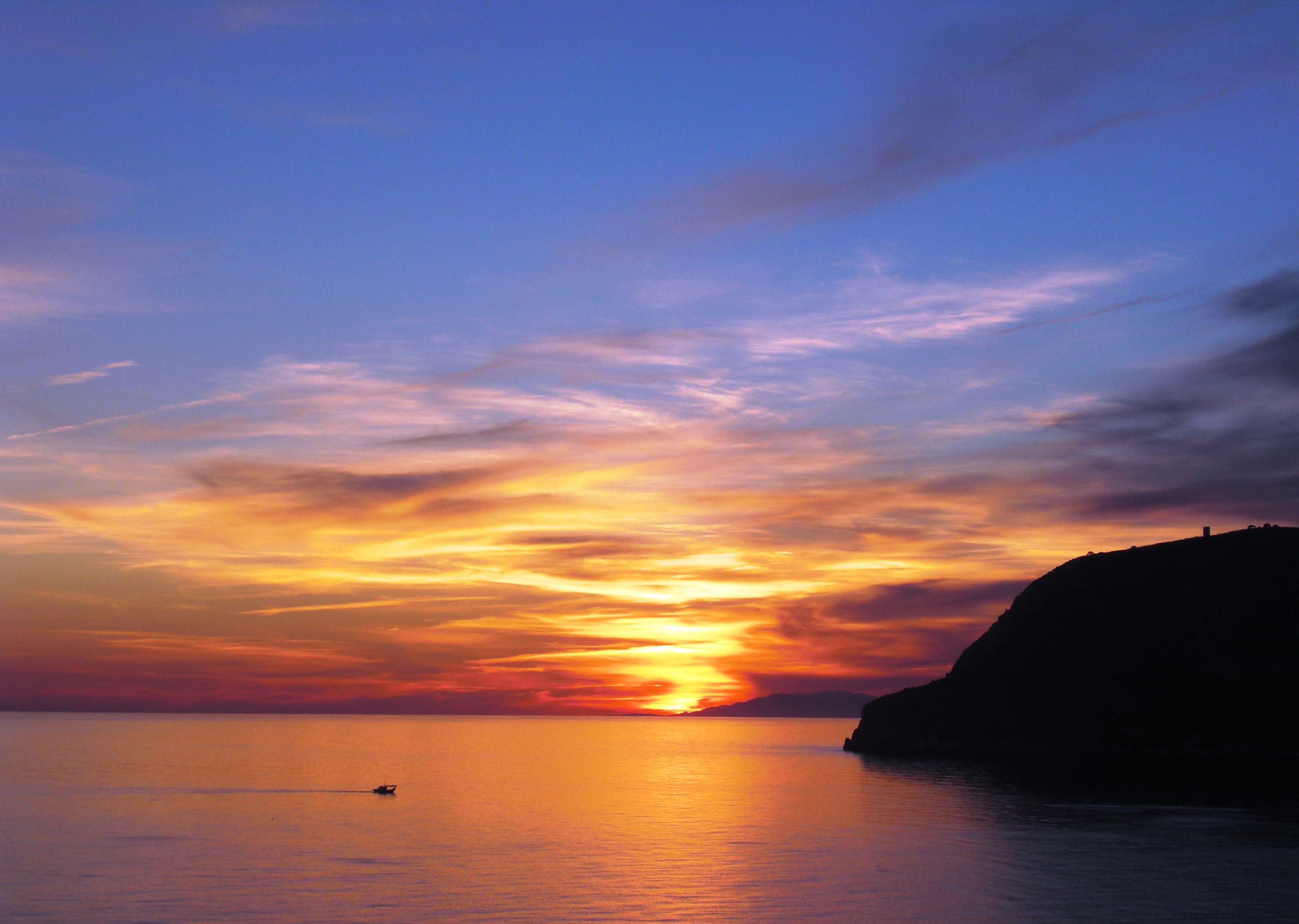
Atardecer en La Herradura

### Fiestas
La Herradura celebra sus fiestas populares en torno al 19 de marzo en honor a San José, patrón del pueblo.
La Semana Santa cuenta con una única cofradía, que tiene como titulares todas las imágenes que salen en Semana Santa, San José y la Virgen del Carmen.
Del 1 al 3 de mayo se festeja cada año el Día de la Cruz, o la cruz de mayo.
En la noche de San Juan, del 23 al 24 de junio, se hacen hogueras en la playa. A las doce de la noche la gente se lava los ojos en la orilla del mar, para atraer buena suerte a lo largo del año. Antiguamente, era el primer baño, en el mar de la temporada estival.
También se celebra el día de la Virgen del Carmen, patrona de los marineros, el 16 de julio.
Finalmente, en las madrugadas del 21 al 24 de diciembre tiene lugar el rosario de la aurora. En una tradición que se remonta a finales del siglo XIX, donde se procesiona por las calles del pueblo con un estandarte con la imagen de la Virgen y flanqueados por dos faroles. Acompañan músicos con instrumentos de cuerda, campanillas y triángulo. Se cantan alabanzas a la Virgen y culmina con una misa, donde se entonan villancicos típicos de esta localidad.